# Кристоф, Франсуаза
Франсуаза Кристоф — французская актриса.
Сестра актрисы Паулы Эмануэль.

## Биография
Дочь Этьена Кристофа и Жанны Юбер, после изучения драмы под руководством Рене Симона, брала уроки у Люсьена Ната в театре Монпарнас. В 1941 году поступила в консерваторию, где получила вторую комедийную премию. Затем её наняли резидентом Комеди Франсез (с 1948 по 1950 год).
Продолжила играть в театре : после дебюта в «Дверь должна быть открыта или закрыта» Альфреда де Мюссе, она, в частности, появилась в пьесе Виктора Гюго «Лукреция Борджиа» в постановке Клода Сенваля, в «Маленькой девушке» Марселя Ашара, в «Ардель или Маргарита» Жана Ануя, в роли невесты в «Зигфриде» Жана Жироду, Алкмены в «Амфитрионе 38» того же автора, в «Как насчет ада, Изабель?» и «Притворщике» Жака Деваля, в образе Роксаны в «Сирано де Бержераке» с Пьером Дюксом в главной роли, в «Дело ядов» с Филиппом Клеем, «Фотофинише» Питера Устинова, «Пианино в траве» Франсуазы Саган и в «Честен тот, кто плохо об этом думает» с Клодом Ричем .
Она несколько раз появлялась в фильмах Анри Декуана («Премьер-рандеву» и «Свадьба любви „), а затем получила свою первую большую роль в 1946 году в “Фантомасе» режиссёра Жана Саши, где она сыграла принцессу Данилофф. В 1967 году она сыграла леди МакРэшли в «Фантомасе против Скотланд-Ярда», третьей и заключительной части трилогии режиссёра Андре Юнебеля .
В театре, кино и на телевидении специализировалась на ролях аристократок. В 1966 году сделала замечательную интерпретацию королевы Марии Тюдор (под управлением Абеля Ганса в одноимённом двухсерийном телевизионном фильме "Мария Тюдор ") и «Герцогини Клеверной» в «Королеве сердца» Филиппа де Брока .
Позже сыграла причудливого матриарха в Chez Maman, серии юмористических и едких 3-минутных зарисовок, транслировавшихся на Canal+ в программе 20 h10 pétantes между 2003 и 2005 годами.
Была замужем, затем развелась с режиссёром Клодом Сенвалем.

## Фильмография
- 1941 г. : Первая встреча Анри Декуана
- 1942 г. : Женитьба по любви, Анри Декуана
- 1943 г. : Первая премия Консерватории Рене Ги-Гранд (короткометражный фильм)
- 1947 г. : Фантомас Жана Саши
- 1948 г. : Молодая девушка, знакомая Морису Леманну.
- 1948 г. : Перекрёсток преступлений, Жан Саша
- 1949 г. : Скандал на Елисейских полях Роже Блана
- 1949 г. : Мадемуазель де Ла Ферте Роже Далье
- 1951 г. : Прекрасный образ Клода Хеймана
- 1951 г. : Виктор, Клод Хейманн
- 1952 г. : Кожаный нос Ива Аллегре.
- 1952 г. : Давайте поиграем в игру Андре Жилуа
- 1953 г. : Любовь заканчивается на рассвете Анри Калеф
- 1954 г. : Свободные женщины (Una donna libera) Витторио Коттафави
- 1955 г. : Улица нарисованных ртов Робера Вернея
- 1956 г. : Одиссея капитана Стива / Райская долина (Прогулка в рай) Ли Робинсона и Марчелло Пальеро
- 1958 г. : Сильные мира сего Дени де ла Пательера
- 1960 г. : Завещание Орфея Жана Кокто
- 1961 г. " Колодец трех истин " Франсуа Вилье
- 1961 г. : Три мушкетера Бернара Бордери
- 1961 г. : Натиск викингов (Gli invasori) Марио Бавы
- 1966 г. : Король червей Филиппа де Брока
- 1967 г. : Фантомас против Скотленд-Ярда, Андре Юнебеля
- 1968 г. : Дорогая Кэролайн, Андре Юнебеля
- 1968 г. : Узник Анри-Жоржа Клузо
- 1970 г. : Борсалино Жака Дере
- 1971 г. : До любви Фредерика Россифа
- 1973 г. : Дьяволы (La morte negli occhi del gatto) Антонио Маргерити
- 1981 г. : Крылья голубя, режиссёр Бенуа Жако по одноимённому роману Генри Джеймса
- 1988 г. : Голубые пирамиды Ариэль Домбаль
- 1989 г. : При всем уважении Гая Гамильтона.
- 1992 г. : Друзья моей жены Дидье Ван Ковелера
- 1995 г. : Фиеста Пьера Бутрона
- 1996 г. : Опасная профессия, Жерара Лозье
- 2001 г. : Очаровательный мальчик, Патрик Шене
- 2008 г. : Привет, пока!, Грэма Гуита